# سعيد شريفي
سعيد شريفي (1902- 2 نوفمبر 2004)، من الشخصیات الإصلاحیة بوادي میزاب، ساھم في الدفع بحركة الإصلاح رفقة زعماء الإصلاح في وادي میزاب.

## حياته
ولد الشيخ سعيد بن بالحاج بن عدون بن الحاج عمر شريفي سنة 1319 هـ / 1902 م بمدينة القرارة، ولاية غرداية، وزاول تعَلُّمَه الأول بالقرارة في كُـتَّاب السيد إسماعيل بن يحكوب، وفي المدرسة الرسمية لدى المعلم الطالب محمد من سنة 1910 إلى 1912 م وهي السنة التي توفي فيها والده وبذمته مغارم فبيعت دار سكناه، وكفله خاله أحمد بن الحاج سعيد جهلان، وفي ذات السنة سافر إلى مدينة سريانة بولاية باتنة للكسب والعمل اضطرارا واحتياجا، وعمره عشر سنوات فقضى في هذه المدينة ثلاث سنوات أجيرا مخلصا في محل تجاري، وتلميذا نجيبا بالمدرسة الرسمية، ولكن لم تسعفه ظروف العمل في الدكان لإجراء الامتحانات فانقطع عن المدرسة وعاد إلى القرارة إثر قيام الحرب العالمية الأولى، وانتظم بمدرسة الشيخ محمد بن الحاج إبراهيم ڤرڤر «الطرابلسي»، وختم الربع الأخير من القرآن الكريم. وفي سنة 1915 م عاد إلى مدينة سريانة ليتفرغ للعمل فقط فيمكث فيها أربعة سنين ويعود في سنة 1919 م إلى القرارة للزواج، ويدخل مدرسة الشيخ الطرابلسي ثانية، ويستظهر القرآن الكريم بعد سبعة أشهر من ذلك.
في سنة 1920 م انخرط في هيئة «إيروان»، التي تضمّ حفظَة القرآن وفي السنة نفسها 1920 م دخل معهد الشيخ الحاج عمر بن يحيى طالبا، وبعد وفاة شيخه الحاج عمر بن يحيى سنة 1921 م، شارك في جلسات متوالية لإصلاح التعليم رفقة الشيخ بيوض، كانت تلك الجلسات منطلق النهضة العلمية المعاصرة بميزاب.

## أعماله ونضالاته
تأسست مدرسة الشباب (معهد الحياة اليوم) سنة 1925 م بإشراف الشيخ إبراهيم بيوض فتولى الشيخ عدون نظارة المعهد والتدريس به من أول يوم، ثم أصبح مديرا له بداية من الأربعينيات حين تفرغ الشيخ بيوض لقضايا الأمة العامة، وظل الشيخ عدون على رأس إدارته إلى يوم وفاته سنة 2004 م في حين توقف عن تدريس اللغة العربية وعلومها والأخلاق سنة 1988 م.
أنشأ الشيخ عدون الجمعيات الأدبية بالمعهد بعد انطلاق المعهد بزمن يسير، وعملت جمعية الشباب على التكوين الثقافي والاجتماعي للطلبة، وتدريبهم في ميادين الخطابة والشعر والإنتاج الأدبي والمناظرات. وتولى في نفس الوقت أمر مجلة «الشباب» بعد مؤسسها حمو بن عمر لقمان، وهي مجلة يصدرها طلبة المعهد أسبوعيا. وتكوّن منها رصيد مهم يصور مرحلة ذهبية من نشاط وإنتاج طلبة المعهد من الثلاثينيات إلى نهاية خميسينيات القرن العشرين. وكتب في جريدة «وادي ميزاب» لصاحبها أبي اليقظان، وفي سنة 1930 م خلف الشيخ أبا اليقظان في إدارة جريدة «المغرب» وأقام مدة شهر في الجزائر لهذه المهمة، ثم خلفه ثانية لمدة سنة كاملة عام 1936 م. حين كان يصدر جريدة «الأمة».
تابع الشيخ عدون دروس تفسير القرآن الكريم للعلامة الشيخ إبراهيم بيوض في مسجد القرارة، وقد استمرت تلك الدروس خمسا وأربعين سنة من عام 1935 م إلى 1980 م، لم يتخلف عنها وهو موجود في القرارة إلا مرة واحدة لمصلحة عامة ضرورية. ثم شارك في تأسيس جمعية الحياة التي ترعى مشروع التعليم بالقرارة، وذلك سنة 1937 م، وكان أمين مال الجمعية، وبعد وفاة رئيسها الشيخ إبراهيم بيوض سنة 1981 م أصبح رئيسا لها إلى يوم وفاته.
قام الشيخ عدون في سنة 1989 بتأسيس جمعية التراث بولاية غرداية مع ثلة من أبنائه المخلصين، للحفاظ على التراث الفكري والحضاري لميزاب وإحيائه، وتحقيقه ونشر كنوزه، فكان رئيس الجمعية إلى يوم وفاته. وقد عملت الجمعية قبل ترسيمها لبضع سنين بجهود مخلصة من الباحثين على رأسهم الدكتور محمد ناصر ، والشيخ إبراهيم قرادي.

## آثاره
ترك الشيخ عدون عشرات المقالات التي أثرى بها جريدة الشباب بمعهد الحياة، وما يناهز مائة وخمسين مقالة كان يرصع بها جرائد الشيخ أبي اليقظان، ومئات الرسائل المتبادلة مع أقطاب الحركة الإصلاحية، والتي تعد وثائق تاريخية لفترة حاسمة غنية بالأحداث عرفتها الجزائر وميزاب في القرن العشرين. وآلاف الشباب ممن صنع على عينه، وارتوى من معينه، وصدروا سرجا تنير للناس دروب الحياة. وتوزعوا في أقطار الجزائر وخارجها في مختلف المجالات. كما مئات الدروس التي كان يلقيها في المسجد والمناسبات العامة والخاصة. بعضها مسجل وكثير لم تستوعبه الآلات، وإن وعته الضمائر والقلوب. وكتاب معهد الحياة نشأته وتطوره.

## وفاته
توفي يوم الثلاثاء 19 رمضان 1425 هـ / 2 نوفمبر 2004 م وعمره 102 سنة، وشيعت جنازته صبيحة الأربعاء 20 رمضان 1425هـ / 3 نوفمبر 2004م.